# 射阳郡
射阳郡，中国南北朝时设置的郡。
北齐置射阳郡，治所在盐城县（今江苏省盐城市）。与广陵郡、江阳郡、海陵郡、神农郡四郡属东广州。太建北伐之后被南朝夺得，南朝陈改名盐城郡。